# Carl von Weegmann
Oskar Carl Weegmann, ab 1907 von Weegmann (* 15. Januar 1879 in Köln; † 5. Mai 1960 in Tokio) war ein deutscher Germanist, Kunsthistoriker und Japanologe.

## Leben
Weegmann war der Sohn des Carl Weegmann (1848–1916), königlich preußischer Polizeipräsident in Köln, der am 1. August 1907 mit seinen Nachkommen in den preußischen Adelsstand erhoben wurde, und der Bankierstochter Antoinette Stein (1853–1933).
Er studierte Naturwissenschaften und Kunstgeschichte zunächst an der Universität Heidelberg, später an der Ludwig-Maximilians-Universität München. Dort schloss er 1909 sein Studium ab und wurde mit seiner Dissertation Architektur und Plastik der Frührenaissance in Regensburg. Ein Beitrag zur Kunstgeschichte des beginnenden 16. Jahrhunderts (Verlag Sachs, München 1909) zum Dr. phil. promoviert.
Als Mitarbeiter des Völkerkundemuseums München kam er 1914 als Volontärassistent nach Japan. Als Leutnant der Reserve nahm Weegmann ab August 1914 als Teil der 1. Kompanie des Ostasiatischen Marine-Detachements (OMD) an der Belagerung von Tsingtau teil. Nach der Eroberung von Tsingtau durch japanische Streitkräfte kam er im November 1914 in japanische Kriegsgefangenschaft. Nach seiner Entlassung im Dezember 1919 blieb er, auf Einladung der japanischen Regierung, im Land, betrieb dort kunsthistorische japanologische Forschungen und unterrichtete an verschiedenen Hochschulen als Dozent für Deutsche Sprache und Literatur.
So lehrte er zunächst an der Höheren Schule in Matsuyama. Im Jahr 1922 ging er an die Kaiserlichen Militärakademie in Tokio und wechselte 1929 an die dortige Militärhochschule. Nach dem Zweiten Weltkrieg unterrichtete er an der medizinischen Fakultät der Nihon Hochschule, der Seikei-Universität und anderen.
Daneben war er von 1926 bis zu seinem Tod (1960) Vorstandsmitglied (ab 1926), erster wissenschaftlicher Mitarbeiter (ab März 1927) sowie Schriftführer und Bibliothekar (vor 1939) der Deutschen Gesellschaft für Natur- und Völkerkunde Ostasiens (kurz: OAG) in Tokio und prägte deren als Redakteur und Autor die Mitteilungsbände der OAG. Er war Mitglied der NSDAP, unterstützte die nationalsozialistische Neuausrichtung der OAG (einschließlich der Ausgrenzung jüdischer und politisch unangepasster Mitglieder) und leitete Ende der 1930er Jahre die Abteilung Tokyo der NSDAP-Ortsgruppe Tokyo-Yokohama. Nach intensivem propagandistischem Engagement im Zweiten Weltkrieg und Konfiszierung des Vereinseigentums durch die amerikanischen Besatzungsbehörden 1945 konstituierte sich die OAG am 14. November 1951 auf einer außerordentlichen Hauptversammlung im deutschen Restaurant „Ketel“ in Tokio neu. Die gut 50 im Land verbliebenen und an der Neugründungsversammlung teilnehmenden Mitglieder wählten Weegmann zum neuen Vorsitzenden. Er war das einzige in Japan verbliebene Mitglied des früheren Vorstandes und stand somit für Kontinuität und Tradition der Gesellschaft.

## Ehrungen
- 1954: Verdienstkreuz (Steckkreuz) der Bundesrepublik Deutschland